# Умар Гавсаві
Умар Гавсаві (араб. عمر هوساوي, нар. 27 вересня 1985, Джидда) — саудівський футболіст, захисник клубу «Ан-Наср» (Ер-Ріяд).
Виступав, зокрема, за клуб «Аш-Шола», а також національну збірну Саудівської Аравії.

## Клубна кар'єра
У дорослому футболі дебютував 2008 року виступами за команду клубу «Аш-Шола», в якій провів три сезони. 
До складу клубу «Ан-Наср» (Ер-Ріяд) приєднався 2011 року. Станом на  відіграв за саудівську команду 136 матчів в національному чемпіонаті.

## Виступи за збірну
У 2013 році дебютував в офіційних матчах у складі національної збірної Саудівської Аравії.
У складі збірної був учасником кубка Азії з футболу 2015 року в Австралії.

## Досягнення
- Чемпіон Саудівської Аравії (4):

«Ан-Наср»: 2013-14, 2014-15, 2018-19
«Аль-Іттіхад»: 2022-23
- Володар Кубка наслідного принца Саудівської Аравії (1):

«Ан-Наср»: 2013-14
- Володар Суперкубка Саудівської Аравії (2):

«Ан-Наср»: 2019
«Аль-Іттіхад»: 2022